# Martin Fedor
Martin Fedor (ur. 4 marca 1974 w Powaskiej Bystrzycy) – słowacki polityk, parlamentarzysta, w 2006 minister obrony w rządzie Mikuláša Dzurindy.

## Życiorys
W latach 1992–1997 studiował stosunki międzynarodowe na Uniwersytecie Komensky'ego w Bratysławie. Odbył również kursy w zakresie służby cywilnej w Niemczech i USA oraz studia podyplomowe w Instytucie Europejskim w Dublinie. Zaangażował się w działalność polityczną w ramach Słowackiej Unii Demokratycznej i Chrześcijańskiej, w latach 2000–2002 kierował jej sekcją stosunków międzynarodowych, następnie zaś wydziałem polityki zagranicznej i integracji europejskiej. Był również wiceprzewodniczącym młodzieżówki partyjnej. Pełnił funkcję szefa gabinetu premiera Słowacji.
W czerwcu 2003 został powołany na stanowisko sekretarza stanu w Ministerstwie Obrony Słowacji. Po dymisji Juraja Liški, który zrezygnował po katastrofie wojskowego śmigłowca, 1 lutego 2006 objął stanowisko ministra obrony w gabinecie Mikuláša Dzurindy.
W 2006 i 2010 z ramienia SDKÚ-DS wybierany w skład Rady Narodowej. W 2012 uzyskał reelekcję. W 2014 opuścił swoje dotychczasowe ugrupowanie, dołączył następnie do partii SIEŤ Radoslava Procházki. W wyborach w 2016 ponownie wybrany na posła. W tym samym roku odszedł do klubu poselskiego Most-Híd, później związał się z ugrupowaniem Dobrá voľba.